# Xylosma pubescens
Xylosma pubescens är en videväxtart som beskrevs av August Heinrich Rudolf Grisebach. Xylosma pubescens ingår i släktet Xylosma och familjen videväxter. Inga underarter finns listade i Catalogue of Life.